# Ramolkogel
Le Ramolkogel est une montagne qui s’élève à 3 549 m d’altitude dans les Alpes de l'Ötztal, en Autriche.